# Chamaesaracha sordida
Chamaesaracha sordida är en potatisväxtart som först beskrevs av Michel Félix Dunal, och fick sitt nu gällande namn av Samuel Frederick Gray. Chamaesaracha sordida ingår i släktet Chamaesaracha och familjen potatisväxter. Inga underarter finns listade i Catalogue of Life.